# Magyar népzene
A magyar népzene a magyar kultúrkörből származó népzene. Jellegzetes a sokszínűsége, az ismert magyar népdalok száma százezres nagyságrendű. A hagyományos népi hangszerek közé tartozik a citera, cimbalom, doromb, duda, furulya, kanászkürt, koboz, mandolin, tambura, tekerő, töröksip és ütőgardon.

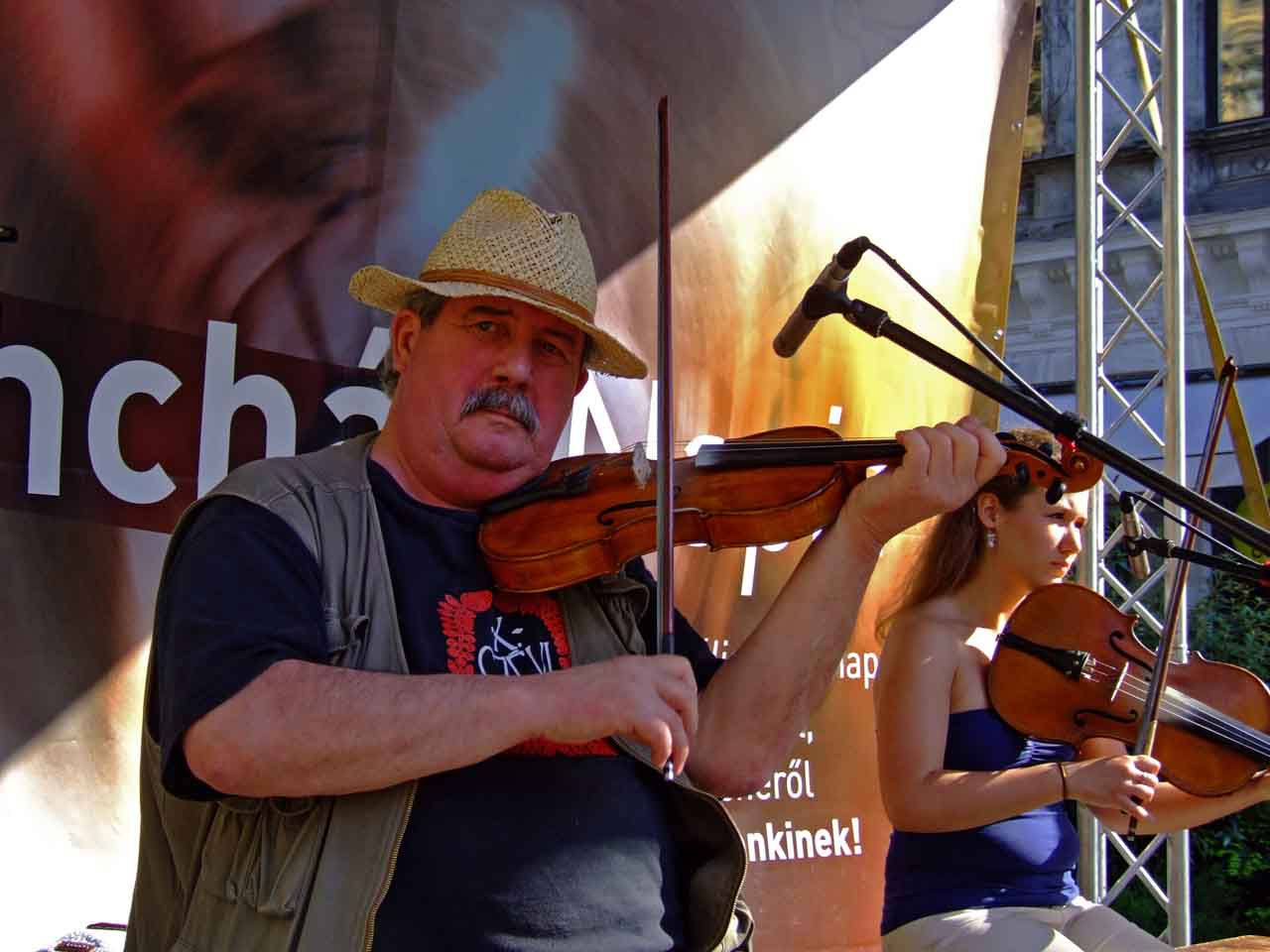
Halmos Béla – népzenész

## A népzenekutatás története
A magyar népzenekutatás egy-egy népdal följegyzésével már évszázadokkal ezelőtt elindult, de ezek jelentéktelen egyedi esetek voltak csupán. A szervezett népzenegyűjtés 1896-ban indult Vikár Béla kezdeményezésére, aki a módszertani alapokat lefektette.
Az ő nyomdokain haladt tovább Lajtha László, Bartók Béla és Kodály Zoltán. Nekik köszönhetően a magyar népzenekutatás a kezdetektől a világ legmagasabb színvonalán állt, és ez a kezdeti magas színvonala mind a mai napig megőrződött.
Bartókék nem csak a gyűjtésben, hanem az osztályozásban, a kutatásban, rendszerezésben és a gyakorlati felhasználásban is jelentőset alkottak. Kialakult a népdalok osztályozási rendszere. Figyelembe véve a magyar nyelvterületen gyűjtött dallamok hihetetlenül nagy számát, ez emberfeletti munka volt. Csak Bartókék kb. 40 000 népdalt gyűjtöttek. Mára ez a szám 300 000-re növekedett, melyből „csak” 150 000 lejegyzett.
Bartók és Kodály is fölhasználta a népzenét műveiben, ezzel a magyar népzenei kincs egy részét az egyetemes emberi műveltség részévé tette.
Kodály a zeneoktatás terén is maradandót alkotott. A róla elnevezett Kodály-módszer beemelte a népzene oktatását a közoktatásba. A módszert azóta a világ számos országa átvette.
A népdalgyűjtés hőskora után számos gyűjtő folytatta a munkát. A gyűjtések kiterjedtek a néprajz minden területére. Martin György a néptánckutatás alapjait fektette le az 1950-es évektől kezdve, szintén nagyon magas színvonalon. A kedvezőtlen politikai helyzet azonban elfojtotta a kezdeményezéseket. Eredeti népdal nem volt hallható sehol, a városi emberek nem ismerték őket.
A gyűjtemények bővülése, a módszertani alapok magas színvonala, a kutatási eredményekre alapozott oktatás megszervezése, a hagyományok komplex kezelése és főként Erdélyben való továbbélése, továbbá a diktatúra értékrendszere elleni lázadás energiái lehetővé tették a táncházmozgalom elindulását a hetvenes évek elején.

## A magyar népzene osztályozási rendszere

### Felhasználási alkalom szerint
Felhasználási alkalmuk szerint három csoportba sorolható:
1. Alkalomhoz kötött dallamok: regösénekek, betlehemes énekek, lakodalmi dallamok, siratók, munkadalok, katonaindulók.
2. Táncdallamok.
3. Alkalomhoz nem kapcsolódó dalok: epikus vagy lírai szövegű dalok.

A szigorúan alkalomhoz kötött dalok a teljes dallamkészlet 5-6%-át teszik csak ki, amely összehasonlítva a környező népekkel, a magyar népzenét általában modernebbnek mutatja. (Nagyobb arányban vannak az új keletkezésű dallamok.)

### Stílus szerint
A strófikus magyar népdalokat két fő csoportra osztjuk:

#### Régi réteg
Valójában gyűjtőfogalom, ide tartozik minden dallam, amely az 1880-tól induló új stílus előtt keletkezett. Évszázadok dallamkincse tartozik tehát ide.
Legrégebbi dallamkincseink a pszalmodizáló és a diatonikus sirató énekek. Mindkét stílus a középkor előtti közös európai zenei köznyelvből származik, melyet az ezredforduló Európája ősi örökségként dolgozott föl liturgikus célokra.
A pentaton (ötfokú) ereszkedő vagy kupolás szerkezetű dallamok szoros ótörök zenei kapcsolatokra utalnak.
Nyomot hagytak a középkori, illetve az újkori európai zenei divatokhoz köthető historikus énekek, iskolai és egyházi énekek.

#### Új stílus
A 19. századra forradalmian új zenei stílus alakult ki a Kárpát-medencében. Ez a tömb formailag egységes, nagyszámú és szilárd.

### Tájegységek szerint
Tájegységek szerint négy vagy öt területileg elkülönülő stílust ismerünk. Az öt dialektuson belül további tájegységekre lehet bontani a dallamokat:
1. Dunántúli
2. Felső-magyarországi
3. Tisza-vidéki vagy alföldi
4. Erdélyi
5. Moldvai, amelyet néha az erdélyihez sorolnak

### Előadásmódja szerint
Előadásmódja szerint három csoportba osztható a magyar népzene:
1. Csak énekelt dallamok
2. Énekelt és hangszeren is előadott dallamok
3. Csak hangszeren játszott dallamok

### Hangszeres együttes szerint

#### Alkalmi együttesek
Alkalmi együttesek azok, amelyeknek nincs hagyományosan meghatározott fölállása, létszáma. Pl.: citeraegyüttesek.

#### Állandó együttesek
Az állandó együttesek tagjai félhivatásos vagy hivatásos zenészek. A hangszerösszeállítás, létszám, és játékstílus nagyobb területi és hagyománybeli egységet mutat.
1. Hagyományos, de ma már nem jellemző fölállások: klarinét-dob, hegedű-duda stb.
2. Egynemű hangszeregyüttesek: vonós zenekar (hegedű-brácsa-bőgő), rezesbandák, tamburazenekarok.
3. Vegyes felállású bandák: vonós-cimbalom, vonós-pengetős, fúvós-pengetős-dob stb.

### Előadók szerint
Előadók szerint cigánybandákat ill. parasztbandákat különböztetünk meg.

#### Cigánybandák
Hivatásos zenészekből állnak, megrendelésre, a megrendelő igényei szerint zenélnek. Emiatt a divatváltozásokat gyorsan követik, kevésbé hagyományőrzők. A különböző etnikai csoportok igényeit egyaránt kiszolgálják. A hangszerösszeállítás a helyi igényekhez igazodik.

#### Parasztbandák
A parasztbandák nem hivatásos zenészek, emiatt nem követik olyan gyorsan a divatot, hagyományosabban, népiesebben játszanak. Műkedvelők lévén a képzettebb, technikásabb cigánybandákat utánozzák.

## Rendek
A népdalok rendszerezési módjai. Valamennyi eddigi rend megegyezik abban, hogy egy szálra igyekszik fűzni a népdalokat, hogy a „hasonlóak” egymás mellé kerüljenek. A más szempontok szerinti keresést mutatók biztosítják.
A Járdányi-rendtől kezdve a rendek a népdalokat bizonyos ismérvek alapján kategóriákba, ún. típusokba sorolják, és a rendezést már csak a típusokra alkalmazzák.

### Módosított Krohn-rend
Kodály Zoltán és Bartók Béla az Ilmari Krohn(de) finn népzenekutató által kidolgozott rendet alkalmazta a magyar népdalokra. A Krohn-rendet forrásból ismerték:
- Ilmari Krohnnak 1903-ban a Sammelbände der Internationalen Musikgesellschaft c. folyóiratban megjelent Welche is die beste Methode, um Volks- und volksmäßige Lieder nach ihrer melodischen (nicht textlichen) Beschaffenheit lexikalisch zu ordnen? című tanulmánya
- a Krohn által szerkesztett és 1904-től kezdve Suomen Kansan Sävelmiä címmel kiadott finn népdalösszkiadás II. sorozatának előszava.

A Bartók és Kodály által módosított Krohn-rend szempontjai:
- a sorok száma
- a sorok záró hangja (kadencia)
- a sorok szótagszáma
- a dallam ambitusa (hangterjedelme)

### Bartók-rend
A népdalokról szóló első összefoglaló munkát Bartók adta közre 1924-ben A magyar népzene címmel. Leíró–rendszerező, azaz tipológiai megközelítésmódot alkalmazott. Formai alapon a népdalokat három nagy stíluscsoportba osztotta:
1. Régi stílus
2. Új stílus
3. Vegyes stílus

A dallamok csoportosításának fő szempontjává a magyar, illetve idegen eredetet tette. Ez alapján az A és B csoport a magyar dallamfejlődést tükrözi, míg a C az idegen dallamokat és a műdalok hatását. A három stíluscsoporton belül:
- alkalmazkodó és nem alkalmazkodó ritmus (de csak az A és C stílusban)
- stílus (a fenti három valamelyike)
- szótagszám
- a sorok ritmusképlete (szótár alapján)
- kadencia
- ambitus

Bartók kezdeményezte a Magyar Népdalok (egyetemes gyűjtemény) kiadását, de a háború közbeszólt, és Bartók halála miatt ez kiadatlan maradt. Jelenleg a Zenetudományi Intézet népzenei gyűjteményének elkülönített részét képezi. A rend megtalálható az interneten. A 2017-ben megjelent második, átdolgozott kiadás jól sikerült, számos korábbi hibát és kényelmetlenséget megszüntetett.

### Kodály-rend
Kodály 1937-ben megjelent A magyar népzene című tanulmányában már történeti–összehasonlító alapon, tehát filológiailag rendszerezte a dallamokat. A háború után rohamosan szaporodó anyagra való tekintettel, terjedelmi okokból elvetette Bartók egyetemes kiadványtervét, és a szótárszerű kialakítást ösztönözte. Ennek kialakítását azonban nem vállalta, azt tanítványaira hagyta, ezért nem is lehet lezárt egészet képező Kodály-rendről beszélni. Ő maga végig a módosított, általa leegyszerűsített Krohn-rendben tartotta a saját gyűjteménypéldányát:
- kadencia
- szótagszám
- ambitus

Bartók gyűjteményéhez hasonlóan a 28 000 rendszerezett dallam a Zenetudományi Intézet népzenei gyűjteményének zárt egységként kezelt része. A rend 8000 dala megtalálható az interneten. A fejlesztőtől 2016 őszén telefonon kapott információ szerint az internetes változat teljes újraprogramozása folyik.

### Járdányi-rend
Az új, a dallamvonalak hasonlóságát figyelembe vevő rendszert Járdányi Pál dolgozta ki, és A magyar népdaltípusok című munkájában ismertette. Korai halála azonban megakadályozta abban, hogy módszerét az egész népzenei gyűjteményen kipróbálhassa. Munkájának eredményei beolvadtak a ma használatos népzenei típusrendbe.

### Népzenei típusrend
Mind a három korábbi rend tartalmazta azt az igényt, hogy a hasonló dallamok egymás mellé kerüljenek. Ezt keresztezte minduntalan a szótárszerűség elve.
1975-ben Szendrei Janka és Dobszay László munkája nyomán új rendszerezés indult. A két rendszerezési elv egyidejű érvényesítése érdekében új típusfogalom került bevezetésre. Az új Népzenei típusrend magában foglalja a Zenetudományi Intézet birtokában lévő teljes strófikus anyagot, kb. 150 000 dallamot.
A típusrend két fő csoportra oszlik:
- Az 1. főcsoportba a bartóki „régi” és „vegyes” stílusú dallamok kerültek.
- A 2. főcsoport az „új” stílusú dallamokat tartalmazza.

A két főcsoport a dallam kezdősorának jellemző szótagszáma szerint oszlik további alcsoportokra. Ezen belül találhatóak a stílustömbök, a stílustömbökön belül pedig maguk a stílusok, a típusrend alapegységei.
A Népzenei típusrend szakmai közmegegyezés hiányában nem szolgálhatott további Népzene tára kötetek megjelenésének alapjául. A típusrend kidolgozása az MNT kiadásával párhuzamosan folyt tovább.
A Népzenei típusrend számítógépes változatát 1983-ban kezdték fejleszteni; a fejlesztés még nem fejeződött be. Létezik internetes változata Magyar népdaltípusok példatára címen. Az egy típusba tartozó népdalok közös tulajdonságaiból létrehoztak egy-egy elvonatkoztatott típust kottával együtt. Az adatbázisban egyelőre ezekre az elvonatkoztatott típusokra lehet keresni. Népdalokat egyelőre csak a gyűjtők által rögzített audió formában tartalmaz, így még nem tekinthető népdaltárnak.

### Bereczky János: A magyar népdal új stílusa
Az új stílusú magyar népdalok típusrendje négy kötetben (a típusrend leírása az elsőben). A típusokat a népdal (többnyire a dallam első sorának) tulajdonságaiból vezeti le, és egy-egy eddig publikálatlan népdallal (néha többel) illusztrálja. Érthetetlen okból a mutatók típusszámokra mutatnak, még a gyűjtés helye mutató is, holott ezek a népdalokhoz tartoznak, és egy típuson belül is különbözőek.
Mutatók: szótagszám, kadencia, sorszerkezet, hangfaj, gyűjtési helyek, szöveg eleje.

## A magyar népzene kapcsolatai
Az osztályozással egyetemben az összehasonlító népzenekutatást is Bartók és Kodály kezdte el.
A régi stílusú dallamok párhuzamait a belső-ázsiai türk népeknél, illetve az anatóliai törököknél fedezték föl. A kárpát-medencei illetve az európai népzene nem mutat rokonságot a régi stílusú magyarral, habár néhány román sirató mutatja az ottlakó magyar népek hatását (a román siratók viszont domború dallamvonalúak a magyar ereszkedő dallamvonallal ellentétben).
A magyar népzene legősibb rétegét az úgynevezett sirató énekek képzik. A legközelebbi párhuzamot a magyar és a hanti (osztják), manysi (vogul) népek sirató énekei között lehet felfedezni. Más finnugor népeknél ez az ének nem jelentkezik ilyen formában, de a karjalai, votják (udmurt), vót és komi (zürjén) zenében vannak hasonlóságok a magyar sirató szerkezetéhez, ami arra mutat, hogy az obi-ugor népek egy ősi finnugor népdalformát fejlesztettek tovább.
Elsőként Du Yaxiong kínai népzenekutató mutatott rá a sárig ujgurok, vagy más néven jugurok és a magyarok zenei kapcsolataira. Kutatása eredményei szerint a Kínában élő türkséghez tartozó nép zenéje leginkább a régi stílusú magyarral rokon.
Az új stílus a 19. század folyamán alakult ki az Alföldön. Hamar elterjedt és divatossá vált a környező népek körében. Az új stílusú magyar népzenéből nagyon sokat kölcsönöztek a környező népek. A környező népek is formálták a magyar népzenét, de hatásuk kevésbé jelentős, a magyar népzene megőrizte sajátos ízlésvilágát.

### Internetes rádióadók
- Folkrádió
- Népzene.hu

### Népzenei videók
- Népzenei válogatás 155 videó a Sonidus Archívumból

## Kapcsolódó lapok
- Magyar népdal
- Magyar népzenegyűjtők listája